# Rue d'Alençon
Rue d'Alençon är en gata i Quartier Necker i Paris femtonde arrondissement. Gatan är uppkallad efter staden Alençon i departementet Orne. Rue d'Alençon börjar vid Boulevard du Montparnasse 46 och slutar vid Avenue du Maine 7.

## Omgivningar
- Notre-Dame-des-Champs
- Saint-Jean-Baptiste-de-La-Salle
- Chapelle Saint-Bernard-de-Montparnasse
- Chapelle Notre-Dame-du-Lys
- Place Jacques-et-Thérèse-Tréfouël
- Impasse de l'Enfant-Jésus
- Impasse Ronsin
- Rue Nicolas-Charlet
- Rue Edmond-Guillout
- Villa de l'Astrolabe
- Villa du Mont-Tonnerre
- Villa Marie-Vasilieff

## Bilder
| - Gatuskylt. - Notre-Dame-des-Champs. - Place Jacques-et-Thérèse-Tréfouël. |

## Kommunikationer
- Tunnelbana – linje  – Falguière
- Busshållplats Montparnasse – Alençon – Paris bussnät

### Webbkällor
- ”Rue d'Alençon”. Mairie de Paris. https://web.archive.org/web/20160303181246/http://www.v2asp.paris.fr/commun/v2asp/v2/nomenclature_voies/Voieactu/0167.nom.htm. Läst 8 december 2023.
- ”Rue d'Alençon (15ème arrondissement)”. Les rues de Paris. https://web.archive.org/web/20160409003819/http://www.parisrues.com/rues15/paris-15-rue-d-alencon.html. Läst 8 december 2023.